# Michael Ondaatje
Philip Michael Ondaatje (n. 12 septembrie 1943, Colombo, Sri Lanka) este un scriitor născut în Sri Lanka, care are în prezent cetățenia canadiană. Ondaatje este autorul romanului Pacientul englez, premiat cu Booker Prize și ecranizat în 1997. Filmul omonim, regizat de Anthony Minghella și avându-i în distribuție pe Ralph Fiennes, Kristin Scott-Thomas, Juliette Binoche și Willem Dafoe s-a bucurat de un mare succes, câștigând 7 premii Oscar, inclusiv pe cel pentru „cel mai bun film”.
Alte romane ale lui Ondaatje sunt În pielea unui leu și Obsesia lui Anil, apărute în România la editura Polirom.
Ultimul său roman, Divisadero, care împletește poveștile a două femei din momente diferite ale secolului al XX-lea, încă nu a fost tradus în română.